# Mosquée Ouichka
La mosquée Ouichka (arabe : مسجد ويشكة) est une ancienne mosquée tunisienne, qui n'existe plus de nos jours et qui était située au nord de la médina de Tunis.

## Localisation
Elle se trouvait sur la rue Ibn Abi Dhiaf.

## Étymologie
Le mot espagnol ouichka est le nom d'une famille tunisoise d'origine andalouse. 

## Histoire
Cet édifice date de l'arrivée des Andalous à Tunis. 